# 中央電影認證委員會
中央電影認證委員會（英語：Central Board of Film Censors，縮寫為）是印度政府資訊與廣播部的法定電影認證機構。委員會的任務是「根據1952年電影放映法的規定規範電影的公開放映」。1952年《影攝法》（The Cinematograph Act）概述了在公共場所放映的商業電影的嚴格認證程序。凡在電影院和電視上放映的電影只有在經過委員會認證並剪輯後才能在印度公開放映。

## 證書及指南
該委員會目前頒發了四張證書。最初只有兩張：U（無限公開放映，放映適合家庭觀看的電影）和A（僅限成人觀眾，但不允許任何形式的裸露）。1983年6月又增加了兩個展覽，分別是U/A（無限制公開展覽，12歲以下兒童需在家長指導下）和S（僅限專業觀眾，如醫生或科學家）。委員會有拒絕認證電影的權利。此外還有V/U、V/UA、V/A，用於其他規格的影片，標準同U、U/A、A。

### U證書
獲得U認證的電影適合不受限制的公開放映，且適合家庭觀看。這些電影能包含教育、家庭、戲劇、愛情、科幻、動作等普遍主題，還可能包含非常溫和的性場面（沒有任何裸體或性細節的痕跡）。

### U/A證書
獲得U/A認證的電影可包含溫和的成人主題，這些主題本質上不強烈，且不適合12歲以下的兒童在沒有父母陪同的情況下觀看。這些電影可能包含中度至強烈的暴力、中度的性場面（可發現裸體痕跡和中度的性細節）、恐怖場景、血流或不引人注目的辱罵語言。有時，此類電影會重新獲得V/U影片觀看認證。

### A證書
獲得A級認證的影片可公開放映，但僅限成人（18歲以上）觀看。這些電影可能包含強烈的暴力、露骨和強烈的性場景、辱罵性語言，但不允許侮辱或貶低女性或任何社會群體的詞語（但這在許多電影中屢見不鮮）和裸體。部分有爭議的成人主題被認為不適合年輕觀眾。這類電影通常會重新獲得電視V/U和V/UA認證，而U和U/A認證電影則不會發生這種情況。

### S證書
獲得S認證的電影不能供公眾觀看。只有與之相關的人（醫生、科學家等）才被允許觀看這些片子。

## 原則
該委員會的指導原則是確保健康的公共娛樂和教育，並利用現代技術使認證過程及委員會活動對電影人、媒體及公眾透明化。每部影片都須經過CBFC認證才能在任何平台上播放或發行，於印度和世界放映的影片皆採用相同標準。

## 外部連結
- 官方网站